# Santa Maria del Suffragio (L'Aquila)

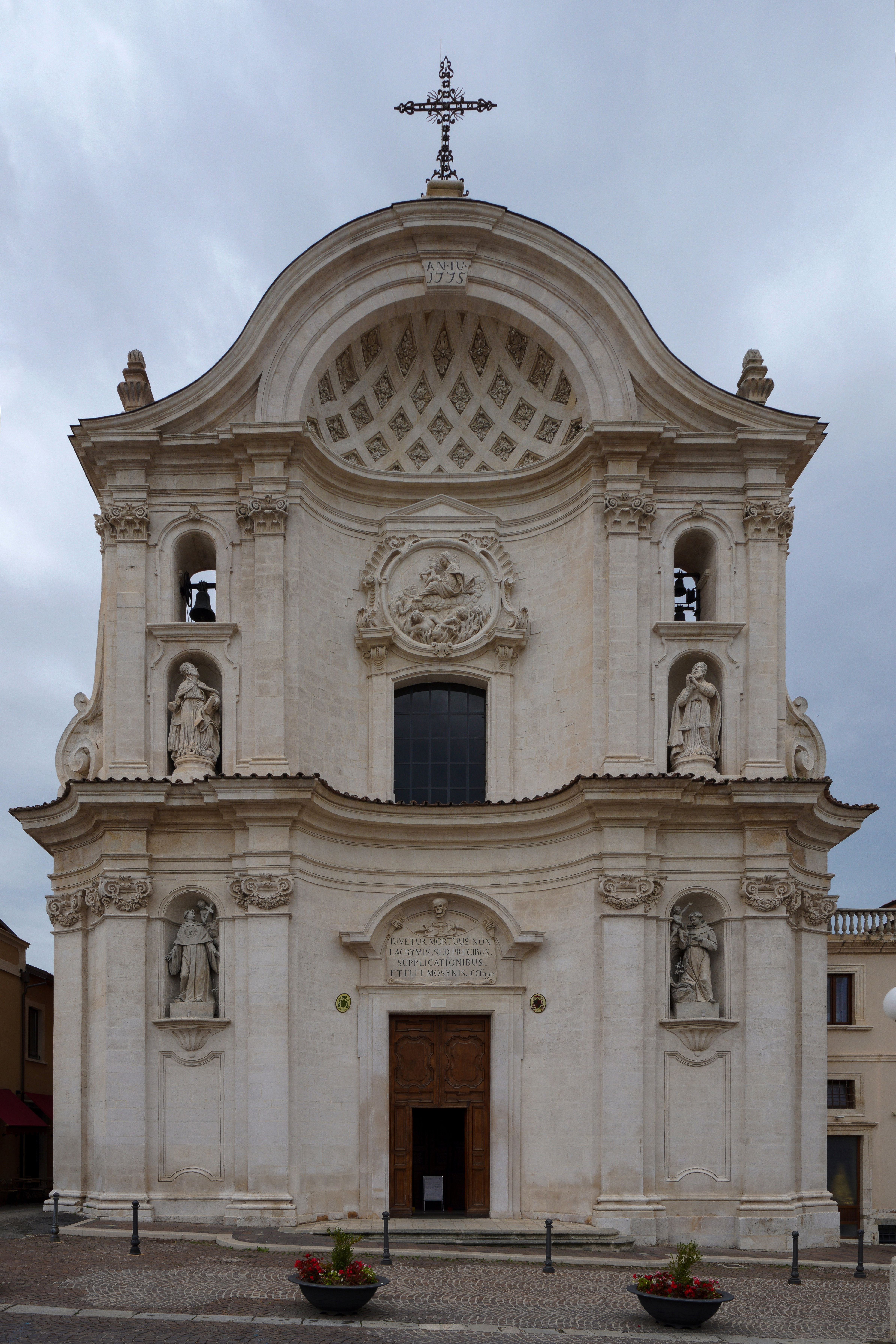
Santa Maria del Suffragio (De kerk van Anime Sante) voor de schade aangericht door de Aardbeving van L'Aquila.

Santa Maria del Suffragio, ook vaak Chiesa delle Anime Sante genoemd, is een 18e-eeuwse kerk in L'Aquila (Italië).
De bouwwerkzaamheden begonnen op 10 oktober 1713, tien jaar nadat de Aardbeving van Aquila in 1703 de kerk van de Confraternita del Suffragio's vernielde.
De uit Rome afkomstige architect Carlo Buratti werd belast met de bouw. In 1770 voegde Gianfrancesco Leomporri er een barokke façade aan toe, en in 1805 werd de kerk voorzien van een neoclassicistische koepel, ontworpen door Giuseppe Valadier.
Het is een van de belangrijkste kerken van de stad L'Aquila. Op 6 april 2009 bracht de aardbeving van L'Aquila veel schade toe aan de kerk en de koepel stortte bijna geheel in. De beschadigde kerk werd een van de symbolen van deze aardbeving.